# '92 Tour EP
92 Tour EP es un EP de la banda británica Motörhead lanzado en 1992. Contiene canciones de su disco March or Die (1992) y 1916 (1991), y publicado en los formatos vinilo de doce pulgadas y CD. Los temas uno y dos son tomados del álbum March or Die, pistas tres y cuatro de 1916.
Epic lanzó una versión promo de 12" en los Estados Unidos con la pista «Hellraiser» en el lado A y «You Better Run» en el B.

## Lista de canciones

### 12" & CD
| N.º | Título            | Escritor(es)                              | Duración |  |
| 1.  | «Hellraiser»      | Ozzy Osbourne, Zakk Wylde, Lemmy          | 4:36     |  |
| 2.  | «You Better Run»  | Lemmy                                     | 4:51     |  |
| 3.  | «Going To Brazil» | Lemmy, Würzel, Phil Campbell, Phil Taylor | 2:29     |  |
| 4.  | «R.A.M.O.N.E.S.»  | Lemmy, Würzel, Campbell, Taylor           | 1:27     |  |

## Personal
- Lemmy – bajo, voz.
- Phil "Wizzö" Campbell – guitarra.
- Würzel – guitarra.
- Mikkey Dee – batería.